# Danika Yarosh
Danika Yarosh, född 1 oktober 1998 i Morristown i New Jersey, är en amerikansk skådespelare. Hon är bland annat känd för rollen som Samantha i Jack Reacher: Never Go Back. Danika Yarosh har även medverkat i Shameless, Heroes Reborn och Deadly Switch.